# Julius Nyerere (Kraftwerk)
Julius Nyerere ist ein im Bau befindliches Laufwasserkraftwerk am Fluss Rufiji in Tansania.

## Lage
Das Kraftwerk befindet sich in der Stiegler-Schlucht am Fluss Rufiji, rund 220 Kilometer südwestlich von Daressalam. Das Gebiet liegt im äußersten Südwesten der Region Pwani, nahe der Grenze zu Morogoro, im Distrikt Rufiji.

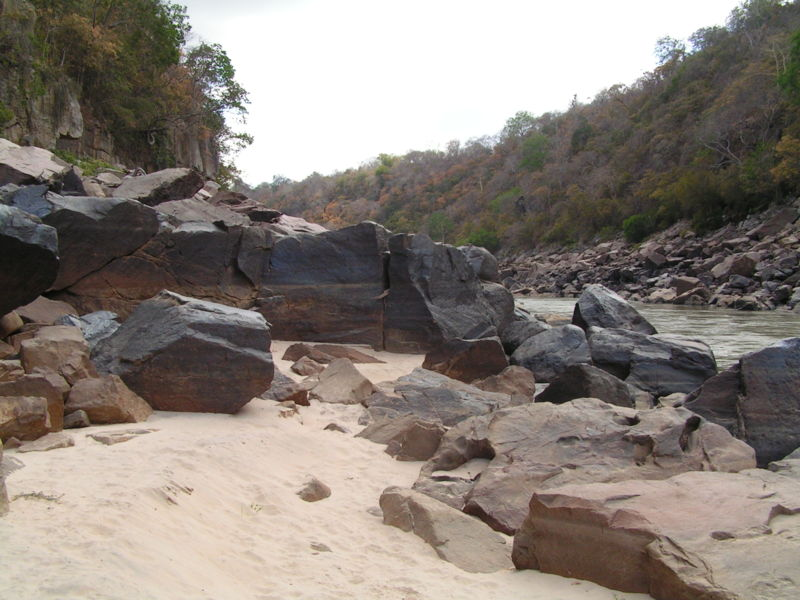
Stiegler-Schlucht im Urzustand

## Projekt
Das Projekt geht auf Julius Nyerere zurück, der 1976 eine Machbarkeitsstudie beauftragte. Das Projekt wurde ursprünglich nach dem Namen der Schlucht Stieglers-Gorge-Projekt genannt, wurde aber später zu Ehren des früheren Ministerpräsidenten umbenannt.
Im Jahr 2017 erfolgte die Ausschreibung durch die tansanische Regierung. Im Folgejahr erhielt das ägyptische Unternehmen Arab Contractors gemeinsam mit dem ägyptischen Produktionsunternehmen Elsewedy Electric den Auftrag zur Planung und dem Bau des Projektes. Die geplanten Kosten waren 2,9 Milliarden US-Dollar. Nach einer Anzahlung von rund 15 Prozent der Gesamtkosten wurde im Sommer 2019 mit dem Bau begonnen. Nach der Fertigstellung des Umgehungstunnels für die Dammbaustelle im Januar 2021 wurden die drei Triebwasserstollen gegraben und mit dem 50 Meter tiefen Aushub der Dammsohle begonnen. Auch der Grundstein für das Kraftwerksgebäude wurde gelegt.
Von der chinesischen Firma Dongfang Electric wurden bis September 2021 sechs der neun Turbinen zur Anlage gebracht, zwei davon waren zu diesem Zeitpunkt bereits installiert.
Das Projekt sollte ursprünglich 2022 abgeschlossen sein, verzögerte sich jedoch aus mehreren Gründen, darunter der verzögerten Lieferung von Baumaterial wegen der COVID-19-Pandemie. Im Juni 2022 rechnete man von einer Fertigstellung frühestens 2024. Experten gehen davon aus, dass die Kosten auf über 7 Milliarden US-Dollar steigen könnten.

## Technische Daten
Der Damm hat eine Länge von 1025 und eine Höhe von 113 Metern. Er wird einen 100 Kilometer langen See mit einer Oberfläche von 1200 Quadratkilometern stauen, der rund 34 Milliarden Kubikmeter Wasser speichert.
Beim Bau wurden rund 4 Millionen Kubikmeter Gestein ausgehoben und 2,6 Millionen Kubikmeter Beton sowie 64.000 Tonnen Stahl verbaut.
Die Stromerzeugung erfolgt mit 9 aufrechten Francis-Turbinen, jede von ihnen hat Leistung von 235 MW.
Zum Projekt gehören auch zwei 400-KV-Hochspannungsleitungen, eine zur 60 Kilometer entfernten Stadt Chalinze, eine zum 171 Kilometer entfernten Kibiti.

## Umwelt
Das Kraftwerk befindet sich im Selous-Wildreservat, einem 50.000 Quadratkilometer großen Reservat, das zum UNESCO-Welterbe erklärt wurde. Die UNESCO ist besorgt wegen der  unzureichenden strategischen Umweltverträglichkeitsprüfung.